# Прапор Бадена

3:5 Прапор Бадена (1855-1891)

3:5 Прапор Бадена (1891-1935, 1947-1952)

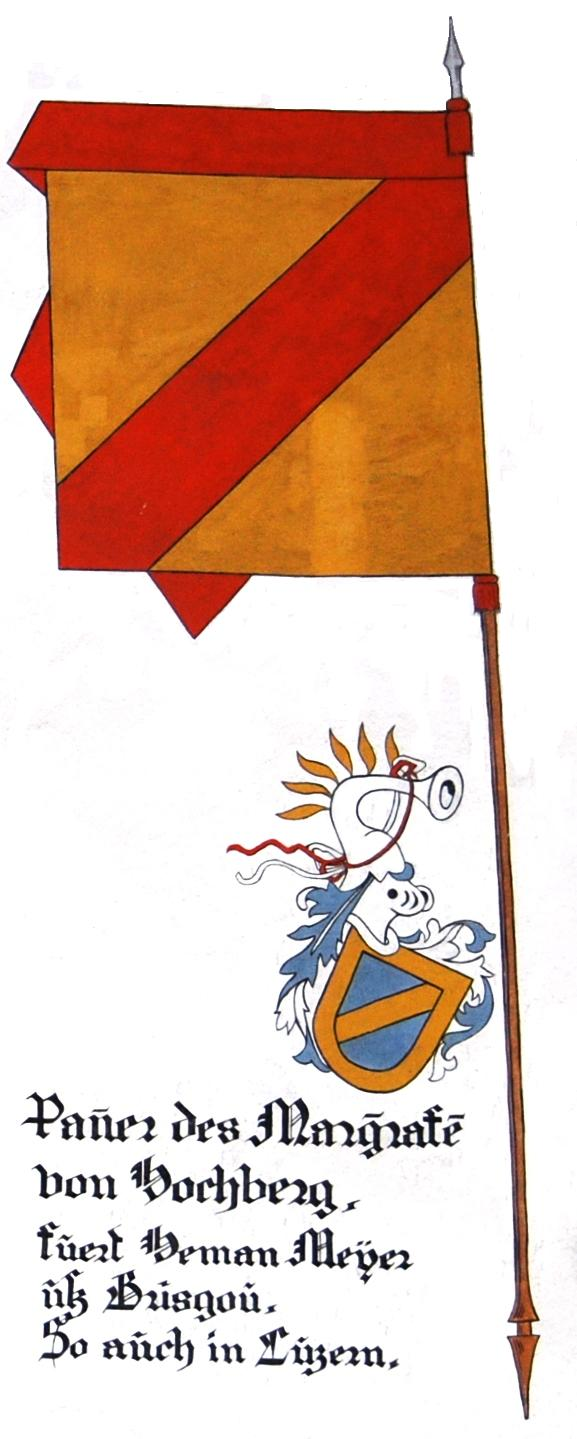
Прапор Оттона I, маркграфа Баден-Гахберга (пом. 1386, намальований за зображенням у каплиці Земпах)

Прапор Бадена поєднував жовтий і червоний, геральдичні кольори колишньої німецької землі Баден.

## Опис
Червоно-жовтий біколор був введений як прапор Великого герцогства Баденського (1806–1918) у 1855 році. У 1891 році його замінили жовто-червоно-жовтою смугою. Після скасування монархії в кінці Першої світової війни була заснована Баденська республіка, яка продовжувала використовувати цей трикутний прапор. Після приходу нацистської партії до влади в Німеччині в 1933 році окремі німецькі держави та їх символи були остаточно придушені. Після Другої світової війни південна половина Бадена стала частиною французької окупаційної зони та була заснована як Південний Баден . Південний Баден використовував жовто-червоно-жовту смугу як свій прапор до розпаду землі в 1952 році, коли він став частиною   сучасної німецької землі Баден-Вюртемберг .
На сьогодні прапор є звичайним явищем у регіоні Баден, оскільки його використовують багато приватних громадян. Прапор піднято на вершині замку Карлсруе. 

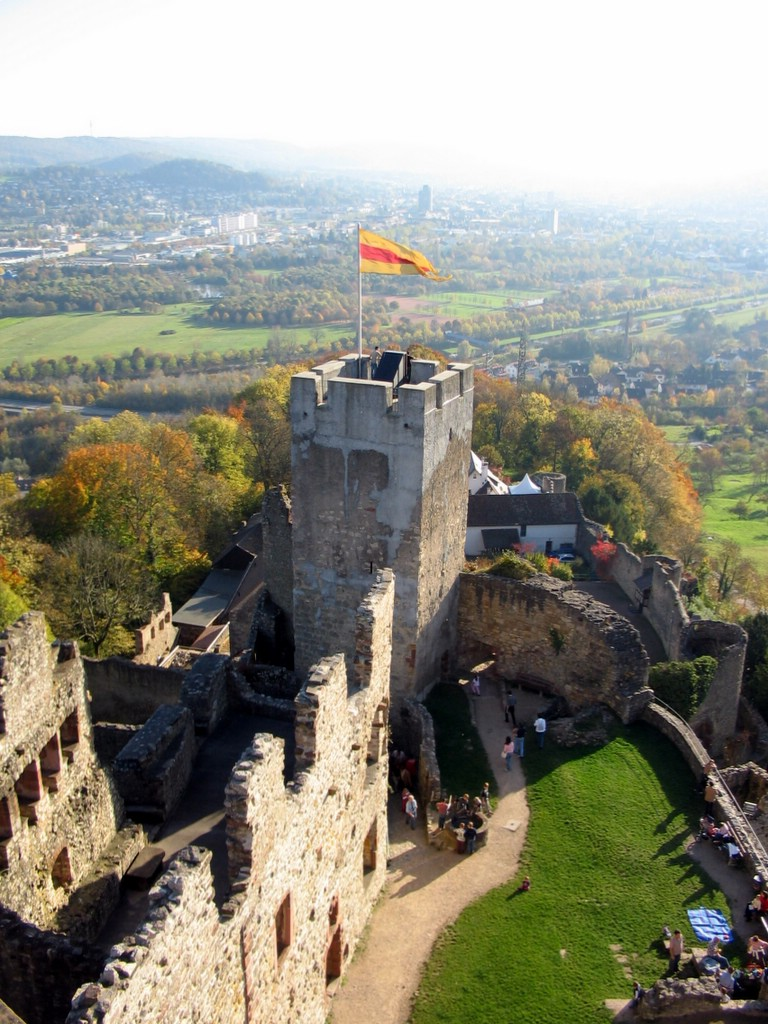
Прапор Бадена майорить над замком Рьоттельн у Леррахі

## Історія

Баденське маркграфство (1243-1803)
Баденське курфюрство і Велике герцогство Баденське (1803-1848)
Велике герцогство Баденське (1848-1862)
Велике герцогство Баденське (1855-1891)
Велике герцогство Баденське (1862-1871)
Велике герцогство Баденське, Баденська республіка і Баден (земля) (1891–1952)

## Зовнішні посилання
- Grand Duchy of Baden at Flags of the World
- Republic of Baden at Flags of the World
- South Baden at Flags of the World